# De stella nova

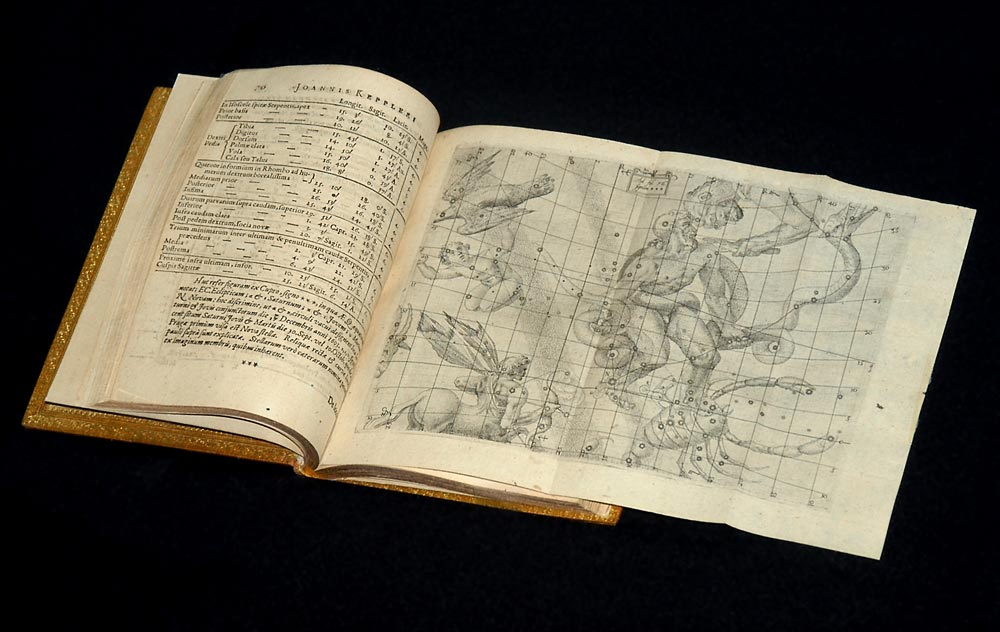
La obra De stella nova.

De stella nova in pede Serpentarii (literalmente, Sobre la estrella nueva situada a los pies de Serpentario), más conocido con el nombre abreviado de De stella nova, es un libro escrito por el astrónomo Johannes Kepler en 1605 y 1606 que relata la observación de una «nueva estrella» (nova stella), según la terminología de la época, aparecida en otoño de 1604 en la constelación de Ofiuco, denominada entonces Serpentario. Esta estrella fue visible durante poco menos de un año (desde octubre de 1604 a octubre de 1605) y era en realidad una supernova, es decir, la explosión de una estrella en el final de su vida. La obra fue publicada por Paul Sess en el año 1606 en Praga (actualmente en la República Checa). 

## Contenido de la obra
La observación de la supernova de 1604 se benefició de unas condiciones muy buenas, sobre todo en el momento del descubrimiento, ayudado por el hecho de que una conjunción planetaria Júpiter-Marte tenía lugar simultáneamente en una dirección muy próxima donde la supernova apareció. Por este motivo, existen un gran número de testimonios que relatan su observación, pero las observaciones de Kepler, y los datos que aportó al compilar las observaciones de otros astrónomos europeos hacen de Stella Nova un documento muy importante a la vez para el estudio de la supernova misma, pero también para estudio de la astronomía de principios del siglo XVII.

### Posición

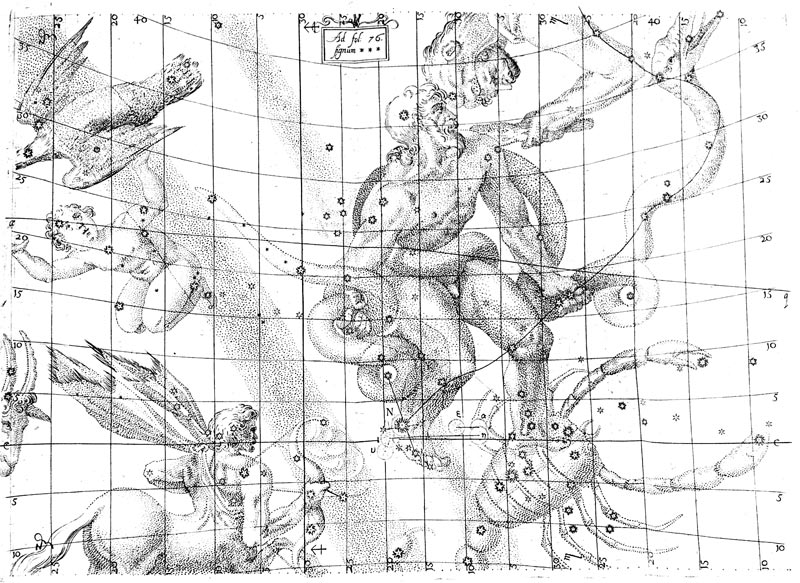
Página de De stella nova que muestra la posición de la nueva estrella medida por Johannes Kepler. Está designada por la letra "N", situada sobre el pie derecho del hombre que lleva una serpiente, que representa la constelación de Ofiuco.

Desde el descubrimiento de la estrella, Kepler efectuó mediciones diarias de las distancias angulares entre la estrella nueva y diversas estrellas fijas. No midió ningún desplazamiento notable de la estrella nueva con respecto a las seis estrellas que tomó como referencia, σ Sagittarii, η Ophiuchi, α Ophiuchi, ζ Ophiuchi, α Aquilae y α Scorpii, con un error típico del orden de un minuto de arco, precisión remarcable para la época. Es probable que la refracción atmosférica, debido a la baja declinación del astro, situado muy bajo en el horizonte en la latitud de observación de Kepler (Praga, aproximadamente a unos 50° N) fuese el origen de la mayor parte de los errores en las mediciones hechas por Kepler. Sin embargo es difícil asegurarlo con certeza, ya que la obra no menciona ni las condiciones atmosféricas ni la hora de observación, y ambas influyen en la amplitud de la refracción. Kepler también menciona las mediciones de la posición hechas por el astrónomo David Fabricius desde Osteel (actual Alemania), que concordaban con las suyas, cosa fácilmente visible por el hecho de que las estrellas de referencia utilizadas por este último eran prácticamente las mismas que utilizó Kepler. Estas mediciones tan precisas son las que permitieron a Walter Baade encontrar en 1943 el remanente de esta supernova, SNR G4.5+6.8, e identificar que este fenómeno fue debido a una supernova. De todas formas, las mediciones de Kepler le habían permitido adquirir la certeza que este astro no presentaba un paralaje notable, y probaba así, junto con la estrella nueva observada 32 años antes por Tycho Brahe (otra supernova, SN 1572) la falsedad del dogma de la inmutabilidad de los cielos que databa de la época aristoteliana.

### Curva de luminosidad
Kepler menciona igualmente sus mediciones sobre la luminosidad del astro, realizadas por comparación con diversos astros (Júpiter, Venus, Marte) y varias estrellas situadas en las proximidades de la estrella nueva. Estas mediciones son suficientemente precisas y extendidas en el tiempo (durante un período de un año exactamente) para permitir reconstituir la curva de luz aproximada del astro, que lleva la marca característica de una supernova.